# Jacob Lundell
Jacob Lundell, född den 5 oktober 1813 i Jönköping, död den 25 december 1852 i Lund, var en svensk universitetslärare och nationalekonom.
Lundell inskrevs vid sjutton års ålder vid universitetet i Uppsala och erhöll efter idkade humanistiska studier lagerkransen vid promotionen 1836. Under de år, han sedan kvarstannade i Uppsala, ägnade han sig åt studiet av rättsvetenskaperna och avlade 1840 juris utriusque kandidatexamen. Sedan han samma år ingått i Svea hovrätt, erhöll han där åtskilliga juridiska förordnanden, men fästes redan 1841 vid Lunds universitet som docent i ekonomisk och kamerallagfarenhet samt befordrades i augusti 1842 till adjunkt i nämnda läroämnen. 
Efter det Lundell alltifrån sin docentutnämning föreläst i administrativ rätt och nationalekonomi, befordrades han vid omändringen och tillökningen av de juridiska lärostolarna 1844 till professor i sistnämnda vetenskaper och innehade ämbetet till sin död. Omsorgsfull och nitisk som undervisare och examinator, utvecklade han mindre verksamhet såsom vetenskaplig författare. Lundell skrev bland annat: Om åkerlagar (1841), Om svenska allmogens dagsverksskyldighet (1842) och Om handtverksskrån och näringsfrihet (1844).
Jacob Lundell är gravsatt på Östra kyrkogården i Lund.